# Buggensegel
Die Ortschaft Buggensegel ist einer der elf Teilorte der Gemeinde Salem im Bodenseekreis in Baden-Württemberg.

## Geographie

### Gliederung
Zu Buggensegel gehören das Dorf Buggensegel, die Häuser Im Bremgarten und In den Rubäckern sowie die Höfe Wehausen.

### Ausdehnung des Gebiets
Die Gesamtfläche der Gemarkung Buggensegel beträgt 361 Hektar. Buggensegel ist damit der drittkleinste Teilort der Gemeinde Salem.

## Geschichte
Erstmals urkundlich erwähnt wurde Buggensegel unter dem Namen Bugo Sedilium (Siedlung des Bugo) im Jahre 1094. Im Jahr 1220 wurde das Dorf an das Kloster Salem veräußert.
Buggensegel wurde am 1. April 1972 nach Salem eingemeindet.

### Einwohnerentwicklung
Die Einwohnerzahl beträgt 365 Einwohner (Stand 31. Dezember 2024).
| Jahr | Einwohnerzahlen |
| ---- | --------------- |
| 1961 | 210             |
| 1970 | 224             |
| 2007 | 331             |
| 2010 | 331             |
| 2013 | 332             |
| 2019 | 324             |

## Politik
Der Ortsreferent ist Arthur Herz.

### Wappen
Das Wappen der ehemals selbstständigen Gemeinde Buggensegel zeigt in gespaltenem Schild vorne in Gold ein halbes achtspeichiges rotes Rad ohne Felgen (Mühlrad), hinten in Blau ein wachsender goldener Krummstab mit silbernem Pannisellus (Tuch).

## Kultur und Sehenswürdigkeiten

### Bauwerke
- Eine vermutlich romanische Kapelle enthält einen spätgotischen Flügelaltar von 1490 und ein spätromanisches Bronze-Kruzifix aus der zweiten Hälfte des 12. Jahrhunderts.
- Auf der Margarethenhöhe westlich von Buggensegel findet sich der Burgstall Margarethenberg.

### Regelmäßige Veranstaltungen
Auch einen eigenen Narrenverein hat Buggensegel, und während der Fasnachtszeit finden mehrere Veranstaltungen im Ortskern statt.

## Wirtschaft und Infrastruktur
Das Dorf ist landwirtschaftlich geprägt.

### Bildung
In Buggensegel gibt es eine Sonderschule für entwicklungsverzögerte Kinder mit angeschlossenem Schulkindergarten, die vom Landkreis eingerichtet wurde, nachdem die einklassige Schule 1966 aufgegeben worden war.